# قایق باله‌دار

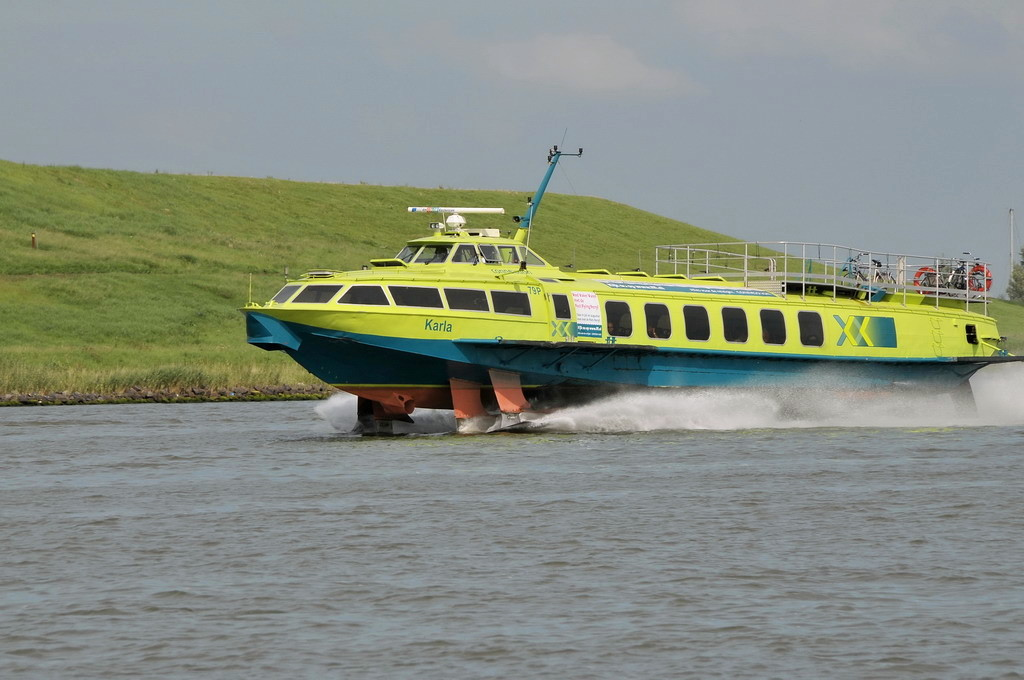
یک هیدروفویل ساخت شوروی

آب‌سُر (hydrofoil) — شناوری تندرو که پس از رسیدن به سرعت مشخص با استفاده از باله‌ها یا تیغه‌هایی که از زیر آن بیرون می‌آید، بدنه‌اش از سطح آب بلند می‌شود.
قایق باله‌دار نوعی قایق است که در دو پهلویِ آن باله‌هایی نصب شده‌است. هنگامی که این قایق به سرعتِ لازم برسد و نیروی برآ در آن کافی باشد، قایق به حالت باله‌ران (foilborne) درمی‌آید، یعنی بدنهٔ قایق از آب جدا می‌شودقایق بر روی باله‌هایش حرکت می‌کند.

## تاریخچه
برای اولین بار مخترع ایتالیایی، انریکو فرلانی در سال ۱۸۹۸ روی سیستم هیدروفویل کار کرد و توانست پتنت آن را در انگلیس و آمریکا به ثبت برساند.

## انواع هیدروفویل‌ها

باله‌های هیدروفویل‌ها انواع مختلفی دارند. برخی از این باله‌ها برای حرکت در آب‌های آرام و برخی برای حرکت در آب‌های متلاطم طراحی شده‌اند.